# Волконский, Дмитрий Михайлович
Дми́трий Миха́йлович Волко́нский, князь (1770 [по др. данным — 1769], Москва, Российская империя — 7 [19] мая 1835) — российский военачальник и государственный деятель, командир эпохи наполеоновских войн, генерал-лейтенант, сенатор, тайный советник.

## Биография
Родился в 1770 году в Москве в семье князя Михаила Сергеевича Волконского (1745—1812) и бывшей фрейлины двора, баронессы Екатерины Исаевны Шафировой (1734—1795), внучки петровского вице-канцлера П. П. Шафирова. Отец происходил из тульской ветви князей Волконских; его младший брат был дедом Льва Толстого.
В службу записан 31 декабря 1774 года сержантом в Преображенский лейб-гвардии полк. 31 января 1775 года, по протекции дяди, переведён из младших сержантов Преображенского полка старшим сержантом в Измайловский лейб-гвардии полк, а 31 января 1788 года в 18-летнем возрасте поступил на действительную службу в чине подпоручика в тот же полк.
В 1788—1789 годах получил боевое крещение во время русско-шведской войны. Участвовал в военно-морских операциях. Командовал канонерскими лодками, отличился во время Первого Роченсальмского сражения и Выборгской битвы, за что был удостоен шпаги «За храбрость» (13.08.1789), произведён в гвардии поручики (22.08.1789), а 26 ноября 1789 года был награждён орденом Св. Георгия 4-го класса: «за отличную храбрость, оказанную 12 августа, когда, начальствуя двумя кайками и имея с неприятелем сражение, овладел большим судном, а потом в преследовании и другие им были взяты».

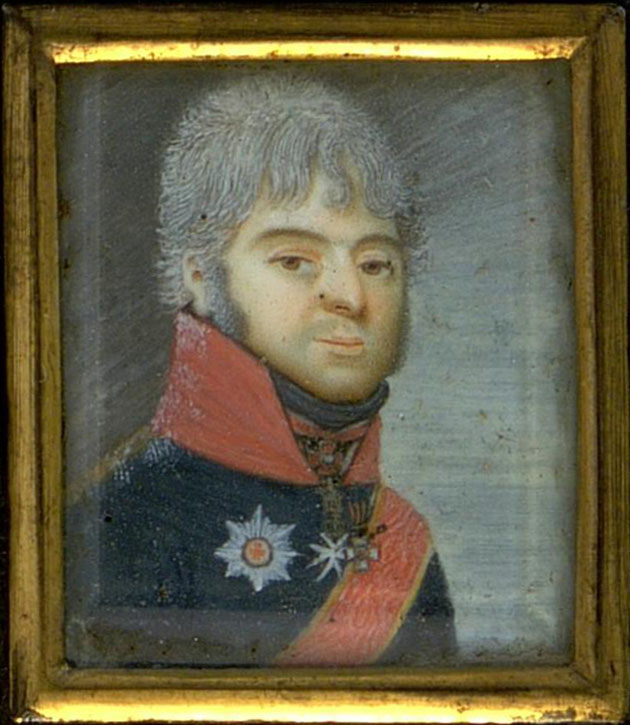
Миниатюра кон. XVIII в.

С 1 января 1791 года пожалован гвардии капитан-поручиком. В том же - 1791 году, по прошению, участвовал в русско-турецкой войне волонтёром в корпусе фельдмаршала Н. В. Репнина, деда по материнской линии Николая Григорьевича Репнина-Волконского, в составе которого принял участие в сражении с турками под Бабадагом и Мачином.
По окончании русско-турецкой войны, прикомандирован дворянином Свиты торжественного российского посольства в Константинополе (числился по спискам состава посольства с 3.09.1793 по 5.02.1794).
С 1 января 1794 года из капитан-поручиков Измайловского полка  произведён подполковником Апшеронского пехотного полка сверх комплекта, воевал в Польше. В 1795 году переведён подполковником сформированного Московского 4-го мушкетерского полевого батальона, со старшинством с 1.01.1794 года. В 1796 году подполковником переведён в сформированный Московский гарнизонный ген.-лейтенанта И. П. Архарова 2-го полк. С 1 мая 1797 года пожалован в чин полковника, с оставлением в том же полку. С 12 апреля 1798 года пожалован в чин генерал-майора, и назначен командующим Московского гарнизона (командир того же - Московского гарнизонного полка), с должности которого ушёл 15 декабря 1798 года в связи с назначением императором Павлом I комендантом на остров Мальта. С 26 декабря 1798 года, вместе с офицерами Московского гарнизона, командирован на о. Мальта. На Мальте у князя Волконского в распоряжении было три гренадерских батальона, триста артиллеристов и два батальона под командованием генерала Бороздина.
Участник Итальянского и Швейцарского походов Александра Суворова. Находился при блокаде и сдаче крепости Тортона, в сражении при Нови, был пожалован командором ордена Св. Иоанна Иерусалимского, затем командирован с отдельным отрядом в Ливорно, после чего находился на флоте под командой адмирала Ф. Ф. Ушакова, был в Калабрии, на островах Сицилия, Корфу, Зан-те (Закинф) и Кефалония.
С 24 марта по 3 мая (30 мая; 13 августа) 1800 года — шеф Санкт-Петербургского гренадерского (ген.-лейтенанта князя Б. В. Голицына 2-го) короля Прусского (Фридриха Вильгельма III-го) полка. Вновь командирован на о. Мальта, но 3 мая 1800 приказано оставаться при командуемых войсках. С 13 августа до 15 октября 1800 — шеф Мушкетерского ген.-лейтенанта Нефедьева (Ширванского мушкетерского полка) и инспектор по инфантерии Сибирской инспекции (пехотный дивизионный командир, на правах шефа, Сибирской дивизии); состоял по армии с 15 октября до 10 ноября 1800; с 10 по 14 ноября 1800 года - командир 2-го батальона лейб-гвардии Преображенского полка; состоял по армии с 14 ноября по 18 декабря 1800 года; с 18 по 20 декабря 1800 года — шеф 4-го егерского (полковника П. Ф. Иванова) полка. С 20 декабря 1800 года пожалован в генерал-лейтенанты, с назначением выборгским военным губернатором и инспектором по инфантерии Финляндской инспекции (пехотный дивизионный командир, на правах шефа, Финляндской дивизии), и состоял в той должности по 11 июля 1801 года; командир береговой обороны в Финляндии в июне 1801 года.

Состоял по армии с 11 июля 1801 по 10 марта 1803 года, с назначением инспектором по инфантерии Смоленской инспекции (пехотным дивизионным командиром, на правах шефа, Смоленской дивизии). С 10 марта по 4 сентября 1803 года — инспектор по инфантерии Украинской инспекции. 2 сентября 1803 года награждён орденом Святого Владимира 3-й степени. С 4 сентября 1803 года назначен командующим русскими войсками в Грузии, под началом князя Павла Цицианова и, одновременно, с 7 октября 1803 года - гражданским губернатором (правителем Грузии, по гражданской части) этого края.

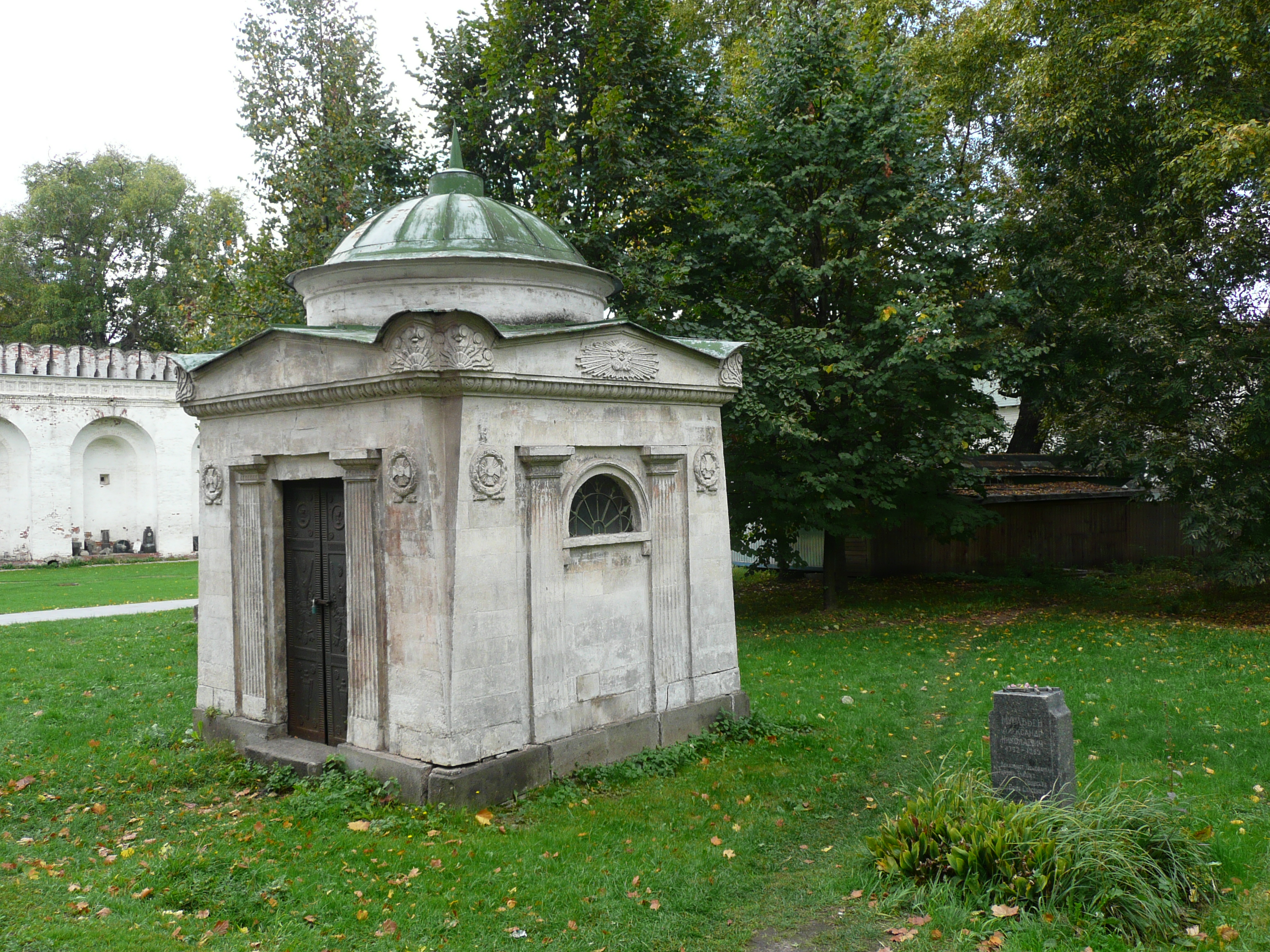
Мавзолей Д. М. Волконского и его семейства в Новодевичьем монастыре. Рядом — могила генерала А. Н. Муравьёва

Участник австрийского похода 1805 года, дежурный генерал при штабе пехотного корпуса генерала Л. Л. Беннигсена и М. И. Кутузова. В битве при Аустерлице получил ранение, как и его родственник — Николай Григорьевич Репнин-Волконский, который был на 8 лет его моложе. С 27 января (5 февраля) 1806 года - начальник 5-й (позднее 6-й) пехотной дивизии корпуса главнокомандующего действующей армией, генерала от инфантерии М. И. Кутузова. Участник Русско-турецкой войны 1806-1812 годов, находился при осаде и сдаче (14.11.1806) крепости Хотин.
С января 1807 года — начальник 9-й пехотной дивизии корпуса ген.-лейтенанта И. Н. Эссена 1-го, прикрывавшего границу Российской империи по линии Гродно-Брест. Участвовал в Русско-прусско-французской войне 1806 - 1807 годов. В зимнюю кампанию в Польше и Восточной Пруссии (ноябрь 1806 - март 1807) командовал отдельным отрядом, действовал в Польше за реками Нарев и Писек (Писа), отличился в сражениях при Станиславове (15.02.1807) и Остроленке (16.02.1807) Ломжинской губернии и в их окрестностях. В летнюю кампанию в Восточной Пруссии (май - июнь 1807) назначен начальником 4-й пехотной дивизии  корпуса Левого крыла (Эссена 1-го).  В начале кампании находился в Ольтерсбурге, для наблюдения за правым крылом наполеоновской армии, под командованием маршала Франции Андре Массена, расположившегося в местечке Прасница (Прасныш). Командирован главным начальником Тульского земского войска (милиции), c которым был в делах: 24.05/5.06.1807 под Гуттштадтом и 25.05/6.06.1807 под Деппеном, при р. Пассарге; 29.05/10.06.1807 при Гейльсберге; 2/14.06.1807 под Фридландом, где получил серьёзное ранение осколком гранаты в правую ногу. За отличие, был награждён орденом Святой Анны 1-й степени (9.09.1807), с алмазными знаками (9.06.1808). После роспуска милиции состоял по армии. Приказом от 13 сентября 1807 года уволен, «за болезнью», в отставку, с мундиром.
Когда началась Отечественная война 1812 года, 42-летний генерал - лейтенант Д. М. Волконский был в отставке (с 13 сентября 1807 по 20 октября 1812) и находился в Москве. После Бородинского сражения, в котором участвовал его старший родственник и полный тёзка - князь Дмитрий Михайлович Волконский, 1 сентября ездил на Поклонную гору в штаб М. И. Кутузова, где виделся с ним и с М. Б. Барклаем-де-Толли, подал Кутузову прошение о зачислении в службу; 2 сентября покинул Москву и следовал с отступавшей армией до Подольска. Затем выехал в Тулу. Рапортом М. И. Кутузова от 11 сентября 1812, представлен Александру I о принятии на службу, на котором император написал резолюцию - «Принять». Высочайшим приказом от 20 октября 1812 года принят в службу, прежним чином генерал-лейтенанта, с зачислением по армии. Позднее заменил генерала Ливена на должности командира пехотного корпуса в 3-й Западной армии. 13 ноября прибыл в Москву, 21 ноября из С.-Петербурга выехал к Главной квартире, 9 декабря — прибыл к Главной армии (квартире) в Вильно; приказом Кутузова от 24 декабря, назначен командиром корпуса (отряда), дислоцировавшегося в Пинске, на место ген.-лейтенанта П. К Эссена 3-го, назначенного, по высочайшему повелению, к формированию войск в Бобруске, для доукомплектования  Дунайской (3-й Западной) армии. Велено корпусу Волконского (6 251 чел. регулярной и иррегулярной кавалерии, пехоты, артиллерии и пионер, при 48 конных, батарейных и лёгких орудиях) идти из Пинска в Брест-Литовск, под общую команду корпуса ген.-лейтенанта барона Ф. В. фон дер Остен-Сакена. 31 декабря 1812 года князь Д. М. Волконский прибыл в Брест-Литовск и принял командование над корпусом. Наблюдал за действиями отступавших французов: в конце декабря 1812 - начале января 1813 года, корпус Волконского в окрестностях Брест-Литовка действовал против отступавших к Варшаве австро-саксонских войск корпуса князя К. Ф. Шванценберга и французского корпуса Ж.-Л. Ренье; 12 января 1813 года приказано корпусу Волконского преследовать отступавшие наполеоновские войска и выступить из Брест-Литовска к местечку Венгрово, на соединение с корпусом ген.-лейтенанта Остен-Сакена.
С января по апрель 1813 года находился с корпусом в авангарде Главной армии, под общей командой генерала от инфантерии графа М. А. Милорадовича, и преследовал войска наполеоновской армии, отступавшие к Варшаве и Калишу. В весеннюю кампанию 1813 года (апрель - июнь) командовал корпусом правого крыла Отдельного корпуса ген.-лейтенанта барона Ф. В. Остен-Сакена. Участвовал в осаде крепости Глогау, с апреля был в походах за Эльбой, сражался под Лютценом, Дрезденом и Бауценом, был награждён орденом Святой Анны 1-й степени с алмазами. С 4 мая 1813 года был назначен командующим Тульского ополчения, находящимся при осаде Данцига (1.04.1813 - 2.01.1814). За отличия при отражении вылазок неприятеля 17 и 28 августа, оказанные при блокаде и взятии этой крепости, был удостоен орденов Св. Владимира 2-й ст. и прусского Красного Орла 1-й ст. С 19 июля по 3 октября, во время болезни генерала от кавалерии герцога А. Вюртембергского, командовал всеми войсками при блокаде Данцига. С 19 декабря того же года назначен военным губернатором Данцига и всех близлежащих крепостей. 12 ноября 1813 года награждён орденом Св. Георгия 3-го кл. «в воздаяние отличных подвигов мужества, храбрости и распорядительности, оказанных в сражениях против французских войск 17 и 21 августа под Данцигом». Тульское ополчение и дворянство Тульской губернии поднесли ему золотую шпагу с алмазами.
С 18 февраля 1816 года велено присутствовать в Правительствующем Сенате,  с предоставлением права пользоваться званием генерал-лейтенанта и правом ношения мундира по военному чину, при том старшинство в III классе - тайного советника, считалось с 27 января 1806 года; в документах периода службы в Сенате показан как генерал-лейтенантом, так и тайным советником. По представлению министра юстиции, определён служить в московских департаментах: с 16 марта 1816 назначен присутствовать в IV департамента Сената; с 25 июня 1817 года назначен присутствовать во 2-м отделении VI департамента Сената. В это время окончательно поселяется в Москве. На лето уезжает в своё ярославское имение Андреевское. В 1819 году, вместе с сенатором З. Н. Посниковым, назначен к ревизии Таганрогского градоначальства (показан тайным советником). По прошению, с 30 декабря 1828 года уволен, «за болезнью», от службы, с назначением, за «усердное тридцати пяти летнее продолжение оной» ежегодного пансиона 4 тыс. руб. пожизненно.
Он посвящает своё время домашним делам, воспитанию детей и выполнению сенаторских обязанностей. Также интересуется общественными, политическими и культурными делами, историей, литературой, наукой и религией. Он бывает на вечерах в знаменитом салоне княгини Зинаиды Волконской на Тверской.
Умер 7 мая 1835 года в возрасте 65 лет. Похоронен в родовой усыпальнице в Новодевичьем монастыре в Москве.

## Семья и личная жизнь

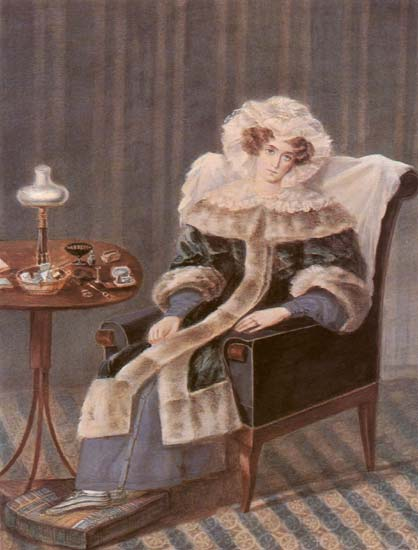
Княгиня Наталья Алексеевна

В 1803 году Волконский неудачно сватался к княжне Елене Алексеевне Куракиной, дочери князя А. Б. Куракина. По отзыву последнего, он был «очень интересный молодой человек, ко всему тому, что он видел и знает, и очень любезный в обществе; когда он был в духе, он совсем не заикался».
Жена (с 25 января 1811 года) —  графиня Наталья Алексеевна Мусина-Пушкина (1784—1829), дочь историка Алексея Ивановича. Венчались в Москве в церкви Введения во Храм Пресвятой Богородицы на Большой Лубянке. В приданое невеста получила имение Андреевское в Мологском уезде. Брак был заключён не по обоюдному согласию, а по настоянию родителей, у которых были финансовые дела с Волконским. По словам современника, она «принесла себя в жертву», и во время свадьбы больно было смотреть на неё. Наталья Алексеевна пять лет болела горловой чахоткой, от которой в 1829 году умерла в Москве.

У супружеской пары родился единственный сын, Михаил (1811—1875), генерал-майор, участник обороны Севастополя. Он женился на дочери известного полководца Ивана Фёдоровича Паскевича, графине Анне Ивановне Паскевич-Эриванской (1822—1901).

## Награды
Боевая служба Волконского была отмечена многими русскими и иностранными наградами.
- Орден Святого Георгия 3-й степени (12.11.1813)
- Орден Святого Георгия 4-й степени (26.11.1789)
- Орден Святого Владимира 2-й степени (08.01.1815)
- Орден Святого Владимира 3-й степени (22.09.1813)
- Орден Святой Анны 1-й степени (09.09.1807)
- Алмазные знаки к ордену Святой Анны 1-й степени (9.06.1808)
- Орден Святого Иоанна Иерусалимского (1799)
- Орден Святых Маврикия и Лазаря 1-й степени (Сардинское королевство)
- Орден Красного орла 1-й степени (Пруссия, 1813)
- Военный орден Марии Терезии 3-й степени (Австрия)
- Золотая шпага «За храбрость» (13.08.1789)
- Золотая шпага «За храбрость» с алмазами (от Тульского дворянства, за кампанию 1813 года)